# Bulgaren in Oekraïne
Met Bulgaren in Oekraïne (Oekraïens: Болгари в Україні, Bulgaars: Българи в Украйна) worden de in Oekraïne wonende staatsburgers van Bulgaarse (etnische) achtergrond aangeduid. De ruim 200.000 etnische Bulgaren vormden in 2001 ongeveer 0,4% van de Oekraïense bevolking, wat ze de vijfde bevolkingsgroep in het land maakt. De Bulgaarse minderheid leefde vooral in het zuiden van het land, met name in Oblast Odessa, waar ze met 150.000 personen ongeveer 6% van de bevolking vormden. Andere belangrijke oblasten met grote Bulgaarse minderheden zijn Oblast Zaporizja (c. 27.800 Bulgaren), Oblast Mykolajiv (5.600) en Oblast Donetsk (4.800).

## Geschiedenis
De Bulgaarse minderheid vestigde zich vanaf de tweede helft van de 18e in het hedendaagse grondgebied van Oekraïne. De meeste Bulgaren kwamen er vanwege de feodale opstand in het Ottomaanse Rijk en vanwege de Russisch-Turkse oorlogen. De belangrijkste emigratiegolven waren die na de Russisch-Turkse oorlogen van 1806-1812 en 1828-1829, waarbij duizenden Bulgaren naar Oekraïne vertrokken. De kolonisten kwamen voornamelijk uit wat nu Zuidoost-Bulgarije en Noordoost-Bulgarije is. Naast etnische Bulgaren emigreerden ook tientallen Albanezen die voorheen in Oost-Bulgarije leefden.

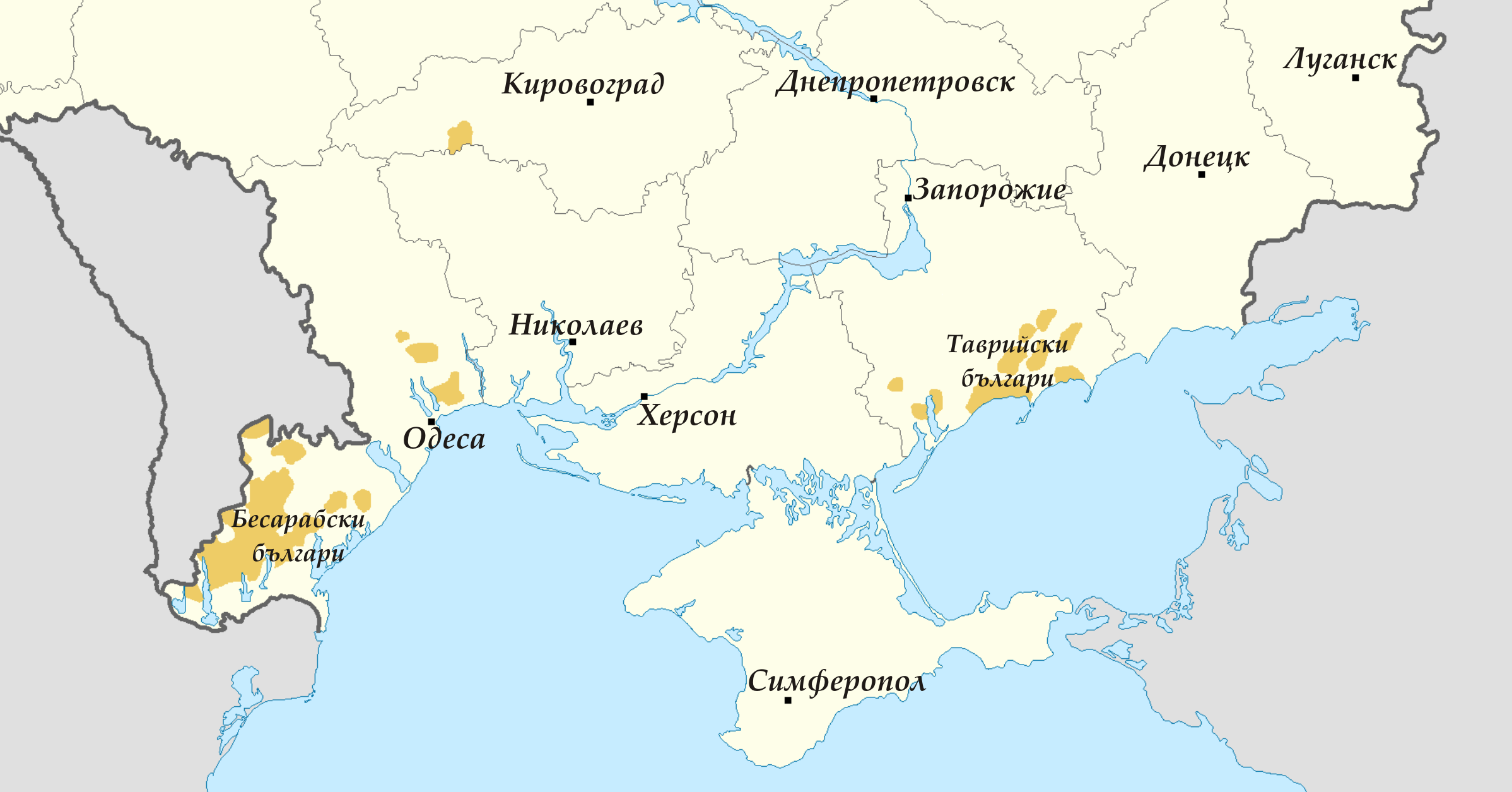
Verspreidingsgebied van de Bulgaarse minderheid in Oekraïne.

De Bulgaren stichtten hun eigen dorpen en steden, waaronder Bolhrad (1819) en Comrat (1789). In 1856, na het Verdrag van Parijs, werd de regio Bessarabië verdeeld, waarbij de zuidwestelijke delen in de regio Boedzjak, waaronder de steden Bolhrad, Izmajil en Kilyja, onderdeel werden van Moldavië (en vanaf 1861 van het Koninkrijk Roemenië), terwijl de noordoostelijke delen, waaronder Comrat, onderdeel bleven van het Keizerrijk Rusland. Op 28 juni 1858 werd in Bolhrad een Bulgaars school geopend, wat een belangrijke bijdrage had op de ontwikkeling van het Bulgaarse onderwijs en de Bulgaarse cultuur in Oekraïne.
In 1861 verhuisden ongeveer 20.000 Bulgaren uit het Roemeense deel van Bessarabië naar Rusland, waar ze land kregen in het Gouvernement Taurida ter vervanging van de duizenden Turkstalige Nogai die dit gebied hadden verlaten.
Nadat Oekraïne in 1878 opnieuw was ingelijfd werd door het Keizerrijk Rusland, ontstond er een proces van russificatie, waardoor de rechten van de Bulgaarse minderheid in het gedrang kwam. Veel Bulgaarse intellectuelen besloten om terug te keren naar het nieuw opgerichte Vorstendom Bulgarije om te helpen bij de wederopbouw van de Bulgaarse natiestaat. 
Na de Russische Revolutie en de ineenstorting van het Keizerrijk Rusland werd in 1918 Bessarabië aan Roemenië afgestaan. De situatie van de Bulgaarse minderheid verslechterde in tegenstelling tot de vorige periode van Roemeense controle, wat voor onrust en tot een gewapend verzet leidse (de Tatarbunaire Opstand van 1924). In 1926 woonden er ongeveer 99.300 etnische Bulgaren in Oekraïne.
Het Molotov-Ribbentroppact van 1939 leidde tot de invasie en annexatie van Bessarabië door de Sovjet-Unie. In de Sovjet-Unie waren de Bulgaren een officieel aanvaarde minderheid, maar vanwege decennialange russificatie en pressie verloren de lokale Bulgaren belangrijke kenmerken van hun culturele identiteit. Tijdens de Sovjetvolkstelling van 1970 sprak ongeveer 71,7% van de Bulgaren het Bulgaars als moedertaal, terwijl dit in de Oekraïense volkstelling van 2001 was afgenomen tot 64,2% (ten gunste van het Russisch, wat in dezelfde periode steeg van 25,4% naar 30,3%).

## Bevolking

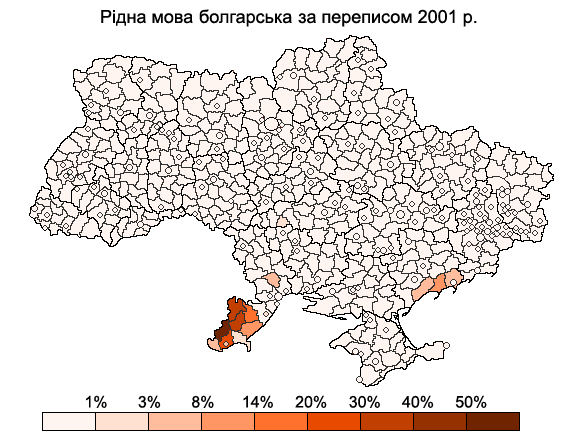
Verspreiding van de Bulgaarse taal in Oekraïne, 2001 census.

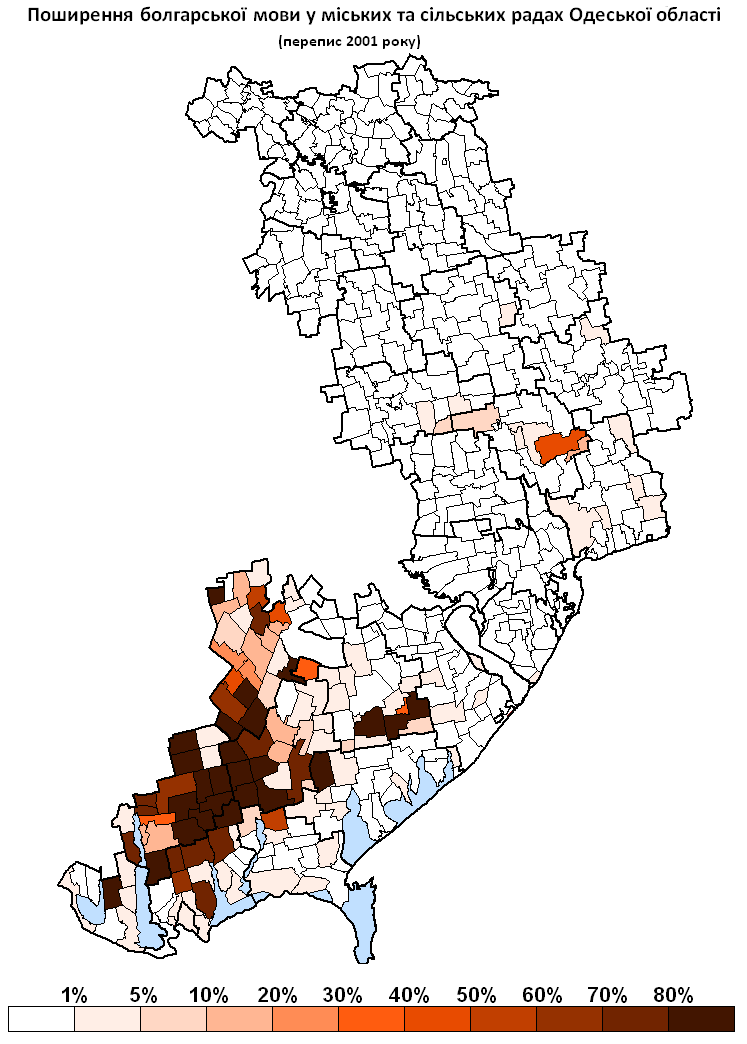
Gedetailleerde kaart van het percentage Bulgaarstaligen in Oblast Odessa, 2001 census

Volgens de Sovjetvolkstelling van 1926 woonden er 99.278 etnische Bulgaren in de Oekraïense Socialistische Sovjetrepubliek, waarmee ze 0,34% van de 29 miljoen inwoners vormden. Uit de resultaten van de volkstelling van 1939 was het aantal etnische Bulgaren gedaald naar 83.838 personen, wat 0,27% van de bevolking was. Vanwege de annexatie van Bessarabië en relatief hoge geboorte- en vruchtbaarheidscijfers groeide het aantal Bulgaren in de daaropvolgende jaren in een snelle tempo. De volkstelling van 1959 registreerde 219.419 etnische Bulgaren, wat 0,52% van de bevolking was. Volgens de Sovjetvolkstellingen van 1970, 1979 en 1989 bleef het aantal Bulgaren in die periode relatief stabiel en schommelde tussen de 233.000 en 238.000 personen, wat 0,5%, 0,48% en 0,45% van de bevolking was. De eerste volkstelling in Oekraïne sinds het uiteenvallen van de Sovjet-Unie werd gehouden in 2001 en volgens deze volkstelling woonden er 204.768 etnische Bulgaren in het land, wat 0,42% van de bevolking was. 
| Verspreiding van de Bulgaren in Oekraïne          | Volkstelling 1959 | Volkstelling 1959 | Volkstelling 1970 | Volkstelling 1970 | Volkstelling 1979 | Volkstelling 1979 | Volkstelling 1989 | Volkstelling 1989 | Volkstelling 2001 | Volkstelling 2001 |
| Verspreiding van de Bulgaren in Oekraïne          | Aantal            | %                 | Aantal            | %                 | Aantal            | %                 | Aantal            | %                 | Aantal            | %                 |
| ------------------------------------------------- | ----------------- | ----------------- | ----------------- | ----------------- | ----------------- | ----------------- | ----------------- | ----------------- | ----------------- | ----------------- |
| Oblast Odessa                                     | 153 115           | 7,56              | 166 522           | 6,97              | 170 004           | 6,68              | 165 821           | 6,27              | 150 683           | 6,14              |
| Oblast Zaporizja                                  | 36 598            | 2,50              | 38 098            | 2,15              | 37 105            | 1,91              | 34 633            | 1,66              | 27 764            | 1,44              |
| Oblast Mykolajiv                                  | 5 985             | 1,09              | 6 503             | 0,64              |                   |                   | 7 065             | 0,57              | 5 614             | 0,44              |
| Oblast Donetsk                                    |                   |                   |                   |                   | 7 708             | 0,15              | 7 217             | 0,14              | 4 833             | 0,10              |
| Autonome republiek van de Krim (incl. Sebastopol) |                   |                   | 1 398             | 0,08              |                   |                   | 2 186             | 0,09              | 2 282             | 0,09              |
| Oblast Dnjepropetrovsk                            |                   |                   |                   |                   |                   |                   | 2 740             |                   | 2 269             |                   |
| Oblast Kirovohrad                                 |                   |                   |                   |                   |                   |                   | 3 148             |                   | 2 205             | 0,20              |
| Oblast Loehansk                                   |                   |                   |                   |                   |                   |                   | 2 574             |                   | 1 625             |                   |
| Kiev                                              | 500               | 0,05              |                   |                   |                   |                   | 1 665             | 0,06              | 1 514             | 0,06              |
| Oblast Charkov                                    |                   |                   |                   |                   |                   |                   | 1 405             |                   | 1 071             |                   |
| Oblast Cherson                                    |                   |                   |                   |                   |                   |                   | 1 302             |                   | 1 040             |                   |
| Oekraïne                                          | 219 409           | 0,52              | 234 390           | 0,50              | 238 217           | 0,47              | 233 800           | 0,45              | 204 574           | 0,42              |

Op het Oekraïense platteland woonden ongeveer 120.000 Bulgaren (58,7%), terwijl er in steden 84.500 Bulgaren woonden (41,3%). In 1970 was de urbanisatiegraad nog 32,9%. 
| Bevolking            | 1970    | 1970   | 1989    | 1989   | 2001    | 2001   |
| -------------------- | ------- | ------ | ------- | ------ | ------- | ------ |
| Stadsbevolking       | 80.842  | 32,9 % | 99.739  | 42,7 % | 84.483  | 41,3 % |
| Plattelandsbevolking | 157.375 | 67,1 % | 134.061 | 57,3 % | 120.091 | 58,7 % |
| Totaal               | 238.217 |        | 233.800 |        | 204.574 |        |

De leeftijdsverdeling van de Bulgaarse minderheid was als volgt:
- 0-14 jaar: 30.145	Bulgaren, oftewel 14,7%;
- 15-64	jaar: 142.497 Bulgaren, oftewel 69,7%;
- 65 jaar of ouder: 31.932 Bulgaren, oftewel 15,6%.

### Oblast Zaporizja

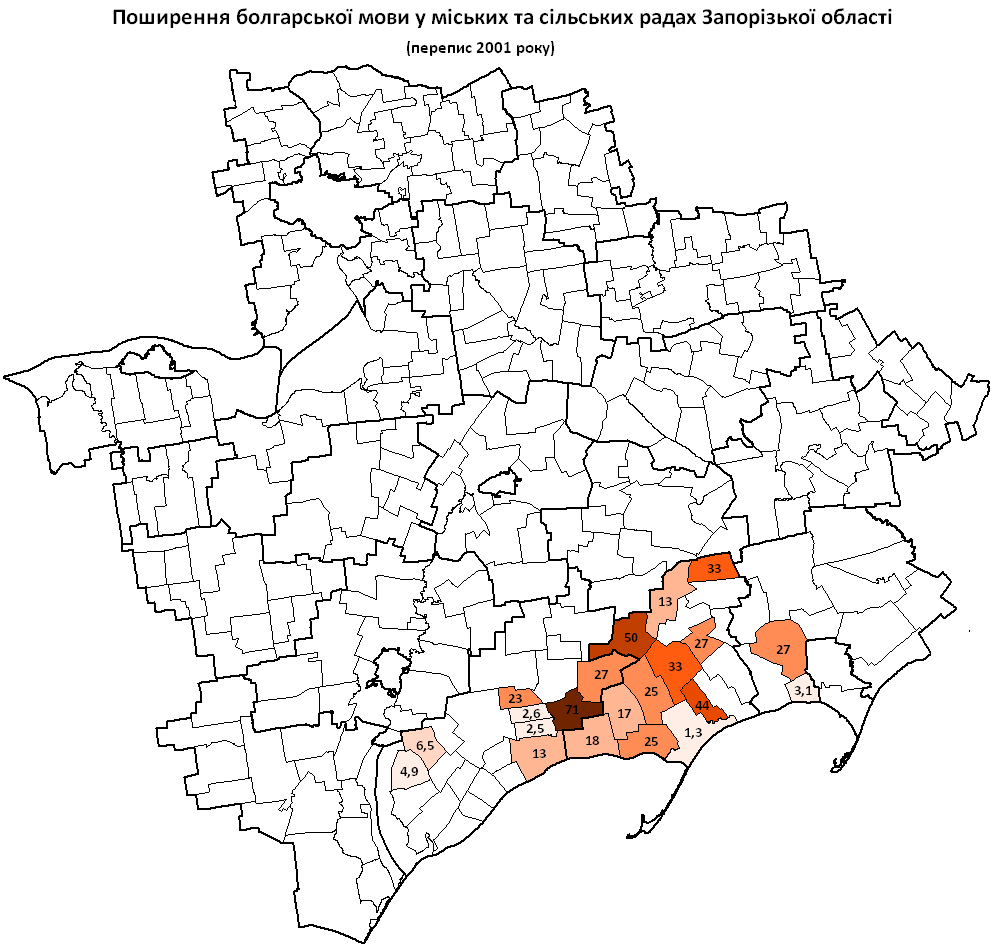
Verspreiding van de Bulgaarssprekenden in Oblast Zaporizja, 2001 census.

Oblast Zaporizja is de tweede oblast in Oekraïne met een grote Bulgaarse minderheid. In 2001 woonden er 27.764 etnische Bulgaren, wat 1,44% van de totale bevolking was. In tegenstelling tot de Oblast Odessa vertoont het aantal Bulgaren in Oblast Zaporizja al sinds 1970 een dalende trend, zowel absoluut als procentueel. In 1970 woonden er bijvoorbeeld nog 38.098 etnische Bulgaren in Oblast Zaporizja, wat 2,15% van de bevolking was. Belangrijke rajons in 2001 waren Prymorsky (23,4% etnisch Bulgaars, waarvan 51% het Bulgaars als moedertaal sprak), gevolgd door Pryazovsky rajon (12,5% etnisch Bulgaars, waarvan 57% het Bulgaars als moedertaal sprak) en Berdjansky rajon (7,3% etnisch Bulgaars, waarvan 42% het Bulgaars als moedertaal sprak). In de stad Berdjansk vormden de 3.942 etnische Bulgaren ongeveer 3,39% van de bevolking.
In 2001 waren er vijf dorpen met een Bulgaarse bevolkingsmeerderheid in Oblast Zaporizja: 
- Bogdanyvka ((uk) : Богданівка) in Pryazovsky rajon - 72,3%;
- Stepanyvka Droega ((uk) : Степанівка Друга) in Pryazovsky rajon - 70,4%;
- Petryvka ((uk) : Петрівка) in Prymorsky rajon - 60,5%;
- Polooëzyvka ((uk) : Полоузівка) in Berdjansky rajon - 59,8%.
- Marynivka ((uk) : Маринівка) in Prymorsky rajon - 50,3%.

## Bekende Bulgaren uit Oekraïne
- Aleksandar Malinov (1867-1938), communistische politicus en in 1908, 1908-1911 en in 1918 de premier van Bulgarije
- Grisja Filipov (1919-1994), communistische politicus en tussen 1981-1985 de premier van Bulgarije